# Diamond Foods

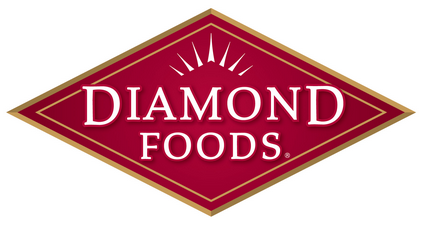
Diamond Foods - No Brasil é a fabricante das Batatas Pringles

Diamond Foods é uma empresa americana de produtos embalados (especializado em tira-gostos), com sede no estado da Califórnia (San Francisco e Stockton).
A Diamond foi fundada como uma cooperativa em 1912, com a denominação de Diamond Nogueira Growers, Inc. Em 2005 a empresa modificou seu estatuto, transformando-se na  Diamond Foods. Em abril de 2011 comprou, da Procter & Gamble, a marca Pringles.